# 克日納河
52°07′58″N 23°31′19″E / 52.1328°N 23.5219°E

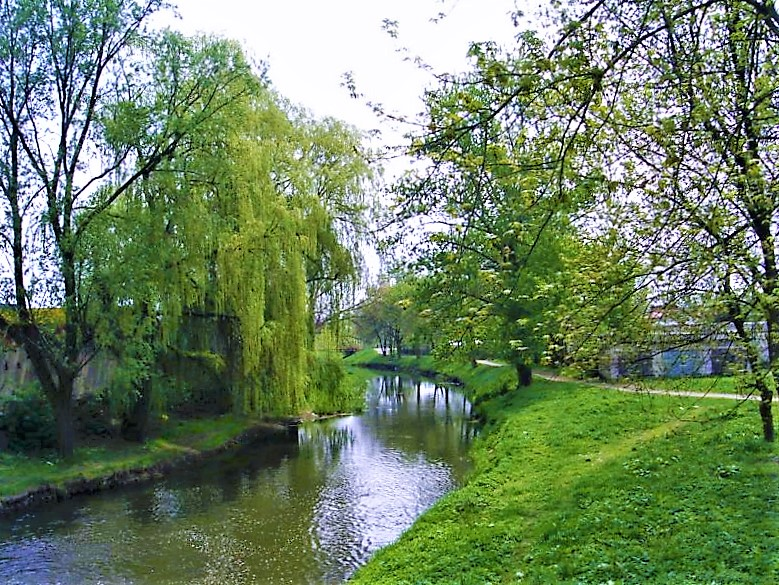

克日納河是波蘭的河流，位於該國東部，處於盧布林省，屬於西布格河的左支流，河道全長107公里，流域面積3,273平方公里，河口處在泰雷斯波爾附近。